# Herma Bauma
Hermine "Herma" Bauma (Viena, 23 de janeiro de 1915 - Viena, 9 de fevereiro de 2003) foi uma atleta austríaca, campeã olímpica de lançamento de dardo.
Herma começou a praticar o atletismo com 16 anos, primeiro em provas de velocidade e depois nos saltos em altura e distância. Por acaso, começou a lançar dardos e tornou-se campeã austríaca com essa idade.
Em 1936, ela estabeleceu o recorde europeu da prova (45,71 metros) mas nos Jogos Olímpicos de Berlim, no mesmo ano, ficou apenas em quarto lugar na prova.
Herma conquistou a medalha de ouro nos Jogos Olímpicos de Londres, em 1948 e também foi famosa na Europa como jogadora de handebol, integrante da seleção do seu país. É o atleta único austríaco até hoje campeão olímpico no atletismo.
Até sua aposentadoria em 1977, ela dirigiu o Centro Federal de Esportes, perto de Viena.